# Jacques Chombart de Lauwe
Pour les articles homonymes, voir Chombart de Lauwe.
Jacques Chombart de Lauwe, dit Colonel Félix, né le 2 janvier 1905 à Compiègne (Oise) et mort le 5 août 1975 à Herbignac (Loire-Atlantique), est un résistant, un journaliste et homme de presse et un homme politique français, député de la Loire-Inférieure de 1945 à 1951, maire d'Herbignac de 1945 à 1963.
Il est le frère de Jean et de Paul-Henry et le beau-frère de Marie-José Chombart de Lauwe.

## Biographie

### Études et débuts professionnels
Après des études secondaires au collège Sainte-Croix de Neuilly-sur-Seine, puis au collège Stanislas, il suit les cours de la Faculté des lettres de Paris et de l'École libre des sciences politiques dont il sort diplômé de la section diplomatique. Voyageur cosmopolite, il est l'auteur de l'ouvrage L'Amérique ibérique, fruit de ses nombreux voyages en Amérique latine.

### La Résistance et la Libération (1943-1945)
Mobilisé en 1939, il est fait prisonnier, puis s'évade et s'installe en Loire-inférieure où il participe à la résistance sous le nom de colonel Félix.
Il participe à la libération de Nantes (12 août) et soutient les Alliés lors du siège de la poche de Saint-Nazaire à partir de septembre 1944 (Michel Debré précise dans ses mémoires que Félix "dispose d'environ dix mille hommes, qui sont dépourvus de tout ce qu'il faut pour former une armée - sauf de la volonté de se battre qui est au plus haut"). Ses hauts faits militaires lui valent d'être fait chevalier de la Légion d'honneur et de recevoir la Croix de guerre avec palmes. Michel Debré, dans ses mémoires, dira de Félix : "Pendant tout le temps où je fus en fonctions, je l'ai trouvé, certes, très absolu en ses jugements mais net et franc sur le fond. Je garde à sa mémoire un fidèle souvenir". 
Durant cette période, Jacques Chombart de Lauwe est en relation d'affaires avec René Bentz, directeur du journal nantais Le Phare de la Loire. Ils sont d'abord associés dans une exploitation forestière destinée à fournir le carburant des véhicules du journal ; en février 1944, un accord est passé entre eux sur l'avenir du Phare : à la Libération, Jacques Chombart de Lauwe deviendrait directeur politique et actionnaire minoritaire. Ce scénario, non conforme aux mesures prévues par le CNR et le gouvernement d'Alger, ne pourra pas se réaliser : le Phare de la Loire est suspendu le 13 août 1944 par le Comité départemental de libération (Jean Philippot) et interdit de publication le 15 août par le commissaire de la République Michel Debré. Ses biens sont réquisitionnés au profit de La Résistance de l'Ouest, publiée dès le 17. Au début de 1945, Jacques Chombart de Lauwe est mis en cause par Jean Philippot, mais est défendu par Michel Debré qui indique dans une lettre au CDL que son accord avec René Bentz, quoique inapproprié, n'est pas passible des tribunaux.

### L'après-guerre (1945-1946)
Il réalise son souhait de diriger un journal en lançant au début de 1945 L'Avenir de l'Ouest, avec Philippe Ragueneau comme rédacteur en chef. C'est un des trois quotidiens nantais de l'immédiate après-guerre, aux côtés de La Résistance de l'Ouest et du Populaire de l'Ouest. Son positionnement est plutôt conservateur et il reprend la trace de L'Echo de la Loire, dont la publication a été interrompue en septembre 1939 ; il est soutenu par des personnalités comme Paul Huard, maire de Châteaubriant, et Olivier de Sesmaisons, maire de La Chapelle-sur-Erdre. Contrairement aux deux autres, il ne durera cependant qu'un peu plus de trois ans, son dernier numéro datant du 10 août 1948.
Jacques Chombart de Lauwe se fait aussi élire maire d'Herbignac, après la libération de la poche de Saint-Nazaire le 11 mai 1945, puis conseiller général du canton le 23 septembre 1945.
Le 21 octobre 1945, il se présente aux élections à la première Assemblée nationale constituante en troisième position sur la liste Union nationale et républicaine de la Résistance et est élu. Membre de la Commission de la presse, il interpelle le gouvernement le 13 mars 1946, lui reprochant de bloquer le prix des journaux à un niveau trop bas pour leur permettre de vivre : « Les journaux ne pouvant se livrer au marché noir, c'est la liberté d'expression qui se trouve compromise, c'est l'avenir d'une nouvelle presse pourrie qui se prépare » déclare-t-il alors.
Il vote contre les nationalisations des banques (2 décembre 1945), du gaz et de l'électricité (28 mars 1946) et des assurances (24 avril 1946), contre le projet de loi relatif à la dévolution des biens de presse, pour lequel il avait déposé un amendement, (16 avril) et contre le projet de Constitution (19 avril).
Le 2 juin 1946, il est tête de liste du Parti républicain de la liberté pour l'élection de la seconde Constituante et de nouveau élu. Reconduit à la Commission de la presse, il est également membre de la Commission de l'éducation nationale et des beaux-arts et intervient à ce titre le 23 juillet à propos de l'examen du baccalauréat. Le 19 juin, Jacques Chombart de Lauwe vote pour Georges Bidault comme chef du gouvernement provisoire, mais s'abstient le 26, lors du vote de confiance au cabinet et s'oppose au nouveau projet de Constitution (28 septembre).

### La législature 1946-1951
Les élections législatives du 10 novembre 1946 le portent de nouveau à l'Assemblée. La liste d'Union nationale, Parti républicain de la liberté, Union gaulliste et unité paysanne, qu'il conduit, obtient trois des huit sièges à pourvoir en Loire-Inférieure, devançant largement les listes du MRP, du PCF et de la SFIO. Jacques Chombart de Lauwe s'inscrit au groupe du Parti républicain de la liberté puis, en 1950, au Centre républicain indépendant d'action paysanne et sociale. Président de la Commission de la presse, il appartient aussi à la Commission de la marine marchande, à la Commission de la reconstruction et des dommages de guerre et à la Commission de l'intérieur. Au cours de la législature, il dépose plusieurs textes, en particulier trois propositions de loi relatives au statut de la presse, alors en discussion (février-mai 1948). Ses nombreuses interventions sont souvent très critiques vis-à-vis du gouvernement. Le 13 mai 1947, il dénonce la division au sein du cabinet Ramadier qui empêche, selon lui, toute politique cohérente face aux graves problèmes de ravitaillement. Le 27 décembre 1950, au cours de la discussion du programme de réarmement, il souligne l'indécision du gouvernement René Pleven par rapport au rétablissement des relations diplomatiques avec l'Espagne franquiste : « À la vérité, la France n'a plus de diplomatie ».
Jacques Chombart de Lauwe s'abstient lors du vote de confiance au cabinet Blum (17 décembre 1946), soutient Ramadier au moment de la crise avec les ministres communistes (4 mai 1947), vote contre le projet de loi sur le statut de l'Algérie (27 août), contre la nationalisation des écoles des houillères (14 mai 1948). Le 7 juillet 1948, il ne prend pas part au vote sur la ratification du plan Marshall mais approuve le projet relatif à la constitution du Conseil de l'Europe et la ratification du pacte atlantique (9 et 26 juillet 1949). Il vote pour la réforme électorale (7 mai 1951) entraînant le scrutin de liste majoritaire départemental avec apparentements.

### Suite de sa carrière
Candidat aux élections législatives du 17 juin 1951, comme tête de liste du Rassemblement des groupes républicains et indépendants français, il n'est pas réélu. Aucun apparentement n'avait été conclu dans sa circonscription.
Le 27 avril 1955, il est reconduit dans son mandat de conseiller général du canton d'Herbignac.
Partisan de l'Algérie française, il s'opposera vigoureusement à la politique du général de Gaulle et soutiendra un temps l'OAS.

## Décorations
- Chevalier de la Légion d'honneur[Quand ?]
- Croix de guerre 1939–1945 avec palmes
- Médaille de la Résistance française avec rosette (décret du 31 mars 1947)[6]

## Œuvres
- L'Amérique ibérique, préface d'André Siegfried, Gallimard, Paris, 1937
- La genèse de la IVe République, Gallimard, Paris, 1958
- L’évolution de la situation en Algérie. Le Référendum et les élections, Imprimerie de la Presqu’île guérandaise, Guérande, 1962, 32 p.